# Willem Nagel (schrijver)
Willem Hendrik Nagel (Zwolle, 25 augustus 1910 - Leiden, 27 juli 1983) was een Nederlands rechtsgeleerde en criminoloog, maar werd vooral bekend als schrijver. Zijn pseudoniem J.B. Charles was oorspronkelijk een schuilnaam in het verzet tijdens de Tweede Wereldoorlog. De oorlog heeft op zijn werk ook een sterk stempel gedrukt.

## Werk
Nagels wetenschappelijke carrière begon in Groningen, waar hij tussen 1931 en 1939 rechten studeerde. Op 29 juni 1949 promoveerde hij ook in Groningen, op het proefschrift De criminaliteit van Oss. In 1950 trad Nagel in dienst van de Rijksuniversiteit Leiden, waar hij in juni 1956 benoemd werd tot hoogleraar penologie en criminele sociologie. In 1968 werd Nagel decaan van de Leidse rechtenfaculteit. In februari 1976 hield Nagel zijn afscheidsrede in Leiden.
Onder het pseudoniem J.B. Charles schreef hij poëzie en proza voor volwassenen. Ook schreef hij een jeugdboek, Naar de Barbiesjes (1983), dat zich afspeelt in Suriname.
Zijn meest geciteerde gedicht is religieus van aard:
Hij alleen zou met een grote sigaar
In de mond op straat mogen lopen,
Met de duimen in zijn vest,
Want Hij is God.
Maar Hij doet het niet
Want Hij is God.

## Persoonlijk leven
Willem Nagel trouwde in 1940 met Jansje Wouda. Ze kregen drie kinderen, Marleen, Ernst en Froukje. Het huwelijk werd ontbonden in 1966. In hetzelfde jaar hertrouwde Nagel met Heleen van Leeuwen (1919-2006).

## Publicaties
Als J.B. Charles
- Een suite van de zee (1944)
- Terzinen van de Mei (1944)
- Ontmoeting in den vreemde (1946)
- Zendstation (1949)
- Het geheim (1951/1952)
- Lezend over misdaad (1953)
- Volg het spoor terug (1953) (12e druk 1994: ISBN 90-234-2436-0)
- Waarheen daarheen (1954)
- Het paradijs (1955)
- Gedichten (1955)
- De menseneter van Nowawes en andere verhalen (1956)
- Eendracht ontkracht of Een pleidooi voor de simplificatie (1959)
- Ekskuseer mijn linkerhand (1959)
- Mijn kleine koude oorlog (1961)
- De vrouw van Jupiter (1962). (2e druk 1978: ISBN 90-234-0639-7)
- Van het kleine koude front (1962) (7e druk 1984: ISBN 90-214-9599-6
- Topeka; de gedichten van 1963 tot 1966 (1966)
- De warme slager (1973). ISBN 90-234-4455-8
- Hoe bereidt men een ketter (1976). ISBN 90-234-0535-8
- De blauwe stoel (1980). ISBN 90-234-4554-6
- Turner Court (1982). ISBN 90-234-4581-3
- Naar de Barbiesjes (1983). ISBN 90-234-7543-7
- In Frankrijk dacht ik aan mijn vader (1986) ISBN 90-234-0962-0
- De groene zee is mijn vriendin; Gedichten 1944-1982 (1987) ISBN 90-234-4638-0
- Ik ben het (samenstelling: Aad Nuis (1990). ISBN 90-234-4680-1

Als W.H. Nagel
- De criminaliteit van Oss (1949)
- De meineed (1951)
- Het strafrecht en de onmens (1956)
- Crimineel ABC (1960)
- Het voorspellen van krimineel gedrag (1965)
- De tijd en de kriminoloog (1976)
- Het betrekkelijke van kriminaliteit (1976). ISBN 90-14-02567-X (bevat: Het strafrecht en de onmens en De tijd en de kriminoloog)
- Het werkschuwe tuig (1976). ISBN 90-14-02568-8
- De funkties van de vrijheidstraf (1976). ISBN 90-14-02569-6